# Синдор (деревня)
Синдор — деревня в Княжпогостском районе республики Коми  в составе  городского поселения Синдор.

## География
Находится на расстоянии примерно 58 км на восток-северо-восток по прямой от центра района города Емва приблизительно в 7 км на юго-восток от поселка Синдор у места впадения речки Симва в реку Вис. 

## История
В середине XIX века в деревне было 14 дворов с 62 ревизскими душами (мужского пола).

## Население
Постоянное население  составляло 38 человек (русские 45%) в 2002 году, 1 в 2010 .